# Rolando Wilson
Rolando (Rolly) Wilson is een Caribisch Nederlands politicus op Saba. In 2007 werd hij lijsttrekker van de Windward Islands People's Movement (WIPM). In 2019 werd hij gekozen tot eilandgedeputeerde.

## Biografie
Wilson is geboren en getogen op Saba. Hij ging naar de Sacred Heart Elementary School in St. Johns en leerde vervolgens bouwkunde op Aruba. Zijn opvoeding kreeg hij voor een groot deel van zijn grootouders. Zijn grootvader Samuel Wilson was lid van de Eilandsraad en zijn grootmoeder Millicent Loraine was een activiste.
Na zijn schooltijd werkte hij eerst voor de woningbouwcorporatie FCCA op Aruba. Terug op Saba, werkte hij vanaf 1984 voor het planbureau van de regering en daarna voor de woningcorporatie op het eiland. Rond 1989 deed hij voor het eerst mee aan verkiezingen maar behaalde toen te weinig stemmen. In 2003 had hij meer succes en werd hij voor de WIPM gekozen in de Eilandsraad.
In 2007 werd hij lijsttrekker van de WIPM. Dat jaar was ook de opkomst van Chris Johnson en Bruce Zagers die meer stemmen behaalden en daardoor elk de functie van eilandgedeputeerde opeisten. Bij de verkiezingen van 2019 kreeg Wilson op Zagers na de meeste stemmen, en werd daardoor gekozen als gedeputeerde. De WIPM behaalde alle vijf zetels, waardoor de Saba Labour Party uit de Raad verdween.